# Vladimír Škoda (lední hokejista)
Vladimír Škoda (* 9. října 1983 České Budějovice) je český hokejista.

## Hráčská kariéra
- 1999–00 ČEZ Motor České Budějovice
- 2000–01 ČEZ Motor České Budějovice
- 2001–02 Oshawa Generals, Sault Ste. Marie Greyhounds
- 2002–03 ČEZ Motor České Budějovice
- 2003–04 ČEZ Motor České Budějovice, IHC Písek
- 2004–05 SK Horácká Slavia Třebíč, KLH Vajgar Jindřichův Hradec
- 2005–06 KLH Vajgar Jindřichův Hradec
- 2006–07 VHK Vsetín, HC Znojemští Orli, LHK Jestřábi Prostějov, HC AZ Havířov 2010
- 2007–08 HC Vítkovice Steel, HC AZ Havířov 2010
- 2008–09 MsHK Žilina
- 2009–10 MsHK Žilina
- 2010–11 HKm Zvolen
- 2011–12 MHC Martin
- 2012–13 MsHK Žilina, HC Mountfield
- 2013–14 Mountfield HK
- 2014–15 HK Almaty
- 2015–16 HC Motor České Budějovice, MsHK Žilina
- 2016-17 HC Motor České Budějovice
- 2017-18 HC Nové Zámky
- 2018-19 ESV Waldkirchen
- 2019-20 ESV Waldkirchen
- 2020-21 HC Tábor
- 2021-22 HC Tábor